# Leon Valley
Leon Valley es una ciudad ubicada en el condado de Béxar en el estado estadounidense de Texas. En el Censo de 2010 tenía una población de 10.151 habitantes y una densidad poblacional de 1.141,99 personas por km².

## Geografía
Leon Valley se encuentra ubicada en las coordenadas 29°29′43″N 98°36′50″O / 29.49528, -98.61389. Según la Oficina del Censo de los Estados Unidos, Leon Valley tiene una superficie total de 8.89 km², de la cual 8.89 km² corresponden a tierra firme y (0%) 0 km² es agua.

## Demografía
Según el censo de 2010, había 10.151 personas residiendo en Leon Valley. La densidad de población era de 1.141,99 hab./km². De los 10.151 habitantes, Leon Valley estaba compuesto por el 80.98% blancos, el 3.98% eran afroamericanos, el 0.57% eran amerindios, el 3.71% eran asiáticos, el 0.19% eran isleños del Pacífico, el 8.06% eran de otras razas y el 2.51% pertenecían a dos o más razas. Del total de la población el 56.22% eran hispanos o latinos de cualquier raza.

## Gobierno
El Servicio Postal de los Estados Unidos gestiona la Oficina de Correos de Leon Valley en 6825 Huebner Road.

## Educación
El Distrito Escolar Independiente de Northside gestiona las escuelas públicas que sirven a la ciudad de Leon Valley.
Escuelas primarias:
- Glen Oaks Elementary School (San Antonio)
- Rita Kay Driggers Elementary School (Leon Valley)
- Leon Valley Elementary School (Leon Valley)
- Oak Hills Terrace Elementary School (San Antonio)
- Powell Elementary School (San Antonio)

Escuelas secundarias:
- Neff Middle School (San Antonio)
- Ross Middle School (San Antonio)
- Rudder Middle School (San Antonio)

Escuelas preparatorias:
- John Marshall High School (Leon Valley)
- Holmes High School (San Antonio)

La biblioteca pública de la ciudad es la Leon Valley Public Library.